# 희망여관
《희망여관》은 한국방송공사 1TV 특집드라마이다.

## 기획의도
여관을 운영하는 아버지와 가족 및 사랑 이야기

## 제작진
- 극본 : 장영철
- 연출 : 홍종현

## 출연진
- 강남길
- 권성덕
- 김규철
- 나경미
- 유준상
- 이제니
- 이주경
- 정영숙
- 정호근
- 홍일권